# Florence (Alabama)
Florence és una població dels Estats Units a l'estat d'Alabama. Segons el cens del 2006 tenia 36.721 habitants.

## Demografia
Segons el cens del 2000, Florence tenia 36.264 habitants, 15.820 habitatges, i 9.555 famílies. La densitat de població era de 561,6 habitants/km².
Dels 15.820 habitatges en un 25,9% hi vivien nens de menys de 18 anys, en un 43,6% hi vivien parelles casades, en un 14% dones solteres, i en un 39,6% no eren unitats familiars. En el 33,8% dels habitatges hi vivien persones soles el 13,3% de les quals corresponia a persones de 65 anys o més que vivien soles. El nombre mitjà de persones vivint en cada habitatge era de 2,2 i el nombre mitjà de persones que vivien en cada família era de 2,82.
Per edats la població es repartia de la següent manera: un 21,4% tenia menys de 18 anys, un 13,7% entre 18 i 24, un 25,7% entre 25 i 44, un 21,7% de 45 a 60 i un 17,5% 65 anys o més.
L'edat mediana era de 37 anys. Per cada 100 dones hi havia 84 homes. Per cada 100 dones de 18 o més anys hi havia 79,7 homes.
La renda mediana per habitatge era de 28.330 $ i la renda mediana per família de 40.577 $. Els homes tenien una renda mediana de 34.398 $ mentre que les dones 21.385 $. La renda per capita de la població era de 19.464 $. Aproximadament el 14,4% de les famílies i el 20,4% de la població estaven per davall del llindar de pobresa.

## Fills il·lustres
- William Christopher Handy, músic i compositor de jazz (1873-1958).

## Poblacions més properes
El següent diagrama mostra les poblacions més properes.